# Santo Antônio do Monte
Santo Antonio do Monte es una ciudad del estado brasileño de Minas Gerais. Su población en 2007 era de 25 694 habitantes (estimado IBGE/2008). Está a 194 km de Belo Horizonte, la capital del estado de Minas Gerais. La ciudad es más conocida como Samonte.

## Historia
Santo Antonio do Monte es una ciudad de origen portugués, cuyos fundadores procedían de Azores, que vinieron a esta tierra a través de Pitangui, una ciudad que se encuentra varios kilómetros al norte. Él comenzó a ser poblado en la mitad del siglo XVIII. La historia de Santo Antonio do Monte comenzó a ser escrito de 20 de enero de 1758, cuando Lopo Barroso Pereira recibió un "sesmaria em Ribeirão Itaubira", cerca de la Capilla de "Alto Santo Antonio do Monte, Fazenda Cachoeira", tierras ocupadas por él mucho antes de la fecha. Sólo en 8 de junio de 1782, por los herederos del Guarda-Mor Francisco Tavares Oliveira, propietario de Sesmarias "Alta Serra" se ha elaborado una obra que legalizar la donación de tierras de patrimonio del lugar, hecho, hace tiempo, el antiguo propietario . 
El terreno pertenece ahora a Sesmarias la Capilla de Santo Antonio do Monte Alto. Estos son los registros más antiguos sobre el terreno. La capilla fue la concesión de la fuente (pia batismal) el 16 de mayo de 1802. En 1847, la ciudad se convirtió en el distrito y en 24 de mayo de 1854, por la Ley n.º 693. La casa rectoral era alta y la parroquia recibió su primer párroco, el Padre Francisco dos Santos Alexandrino. 
El 3 de junio de 1859, el Distrito se elevó a la categoría de la ciudad, por la ley n.º 981, pero solo fue instalado el 29 de julio de 1862, después de cumplir las determinaciones legales, cuando llegó a su política y administrativa empoderamiento. En 1865, debido a las controversias entre liberales provincial, en el poder, y los conservadores en la oposición, la Asamblea General aprobó la abolición de la aldea de Santo Antonio do Monte, que más tarde fue restaurada en 1871, gracias a los esfuerzos de los miembros Provincial Revmo. Vicario Alexandrino Francisco da Silva y el doctor Antonio da Silva Canedo. El 16 de noviembre de 1875, después de intensos esfuerzos de toda la comunidad, la aldea de Santo Antonio do Monte fue elevado al puesto de la ciudad, a través de la ley 2.158.
En 1950 fue fundada la escuela "Senhora de Fátima" por la Señora María Angélica de Castro, que se ha convertido en un punto de referencia en materia de educación en la región durante años. En los años de 1960 fue fundada la escuela "Doutor Álvaro Brandão" por el Padre Pedro Paulo Micchla, un sacerdote de origen alemán que llegó a Santo Antonio do Monte en la década de 1950. También fundó el hospital "Santa Casa de Misericórdia".

## Economía
La principal fuente de ingresos para el municipio de Santo Antônio do Monte es la fabricación de fuegos artificiales que esta ciudad presente el mayor productor de fuegos artificiales de Occidente. Se instaló más de 50 industrias de fuegos artificiales en el municipio de Santo Antonio do Monte.

## Turismo
Las fiestas municipales son los días 13 de junio (celebración del santo patrón, San Antonio de Padua) y 16 de noviembre, la fecha de elevación para el cargo de la ciudad (que se produjo en 1875). 
Las principales celebraciones de la ciudad son la Exposición Agrícola, que se produce generalmente en junio o julio, y el Festival del Foguete, que es ampliamente en septiembre.
Existe también la parte del "Reinado", una celebración popular de origen africano.